# Сарлагаб
 Сарлагаб  — цар (або обраний отаман) кутіїв, правив 6 років в Шумері у 2191-2185 до н. е. (2129-2126 до н. е. за іншими даними).
Воював з аккадським царем Шаркалішаррі.